# 空白頁

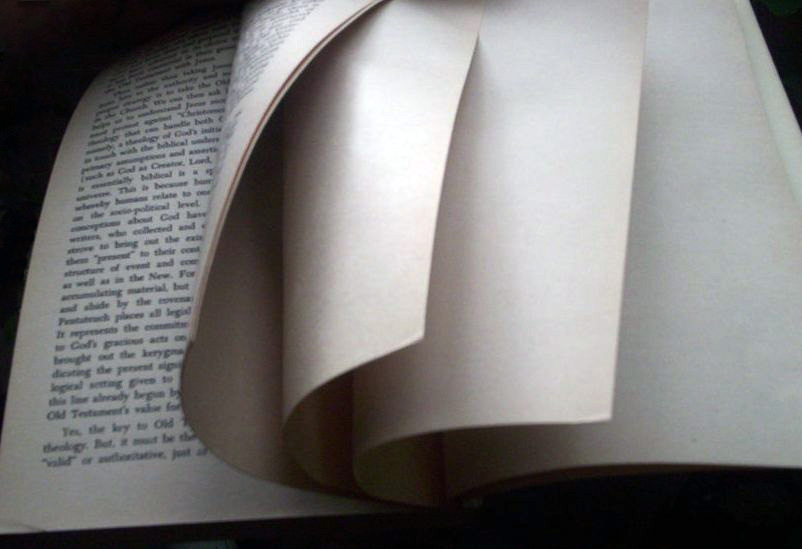
書籍最後的空白頁

空白頁即空的頁面，不寫有或印有任何的內容。加入這些頁面通常是因為方便釘裝，或排版、分隔內容上的需要。有時這些空白頁上會印有「此頁留空」或類似的字句，例如在法律文件、使用手冊、試卷等地方。在這些文件中出現意料之外的空白會令人以為有印刷錯誤，甚至可導致嚴重後果，因此需另外印上字句釋除疑慮。空白頁上列印字句也可減少在盤點機密檔案等文件時可能出現的混亂。

## 留空的原因

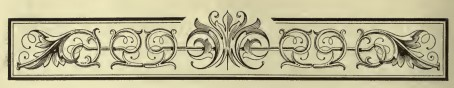
章節末的裝飾花紋

在試卷中出現的空白頁的樣式

空白頁的出現可以是因為排版上的慣例。例如書籍的章節通常會在正面頁開始，所以若上一章也在正面頁結束，鄰接的反面頁則為空白頁。另外，有將全張紙印刷後分拆成書本的頁面的做法，例如有8開本、16開本、32開本等，由此印出來的頁數便會是它的倍數。除非內容頁面剛好也是其倍數，否則書本的最後便會有空白頁。在章節及全書的最後出版商可能會加上一些無關的裝飾花紋，以讓讀者知道內容到此完結，其後的空白頁並無印刷錯誤。
在電子文件中也會空白頁。這使得這些文件以雙面打印的形式印刷時下一部分的內容不會印到上一部分的尾頁之後。
很多使用手冊和說明書的製作變得自動化。它們通常是整合適用於一系列產品的籠統指示以及某特定型號的指示，而自動製作及大量印刷這些手冊時便會用到空白頁。
一些於活頁文件夾派發的文件中會加插空白頁。這些空白頁預留了擴充內容的位置，當有新的內容頁時便可取代空白頁而不會影響文件的頁碼，這能節省了重印文件的成本。

### 試卷
一些考試或測驗，如GCSE、SAT、ACT等，都會用到空白頁。很多這類考試都會分成多個部分，每部分均獨立計時。在該部分作答時間完結前，考生不得翻到下一部分。而由於各部分是印在同一試卷上，空白頁便可防止作答完畢的考生透過紙張看到下一部分的內容。
試卷上的空白頁上會有「此頁故意留空」等字句，因此考生檢查試卷時不會誤會有所漏印。

### 樂譜
在雙面印刷的樂譜中，適當地加上空白頁能減少演奏者翻頁的次數或難度。例如一首曲樂譜的頁數是雙數，樂譜在正面頁開始會比在反面頁開始少一次翻頁，這情況在短曲中尤為明顯。因此若一套作品的上一首曲在正面頁結束，便可在其後加上空白頁。此外，在樂譜中加上空白頁以提前翻頁，也可避免演奏者需在演奏困難的樂段時翻頁。

## 其他用途
空白頁可供靈活使用，例如在電話簿的空白頁中列出重要的電話和地址，和在書本的最後推廣該出版商其他作品；書本的空白頁可讓讀者摘錄筆記，試卷的空白頁亦能當作草稿紙或計算紙使用。
一些書籍故意全本留白，以達到諷刺或幽默的效果：其意思是書籍標題的答案是「沒有」。例子有《每一個男人除了性以外所想的事情》。
about:blank是網頁瀏覽器中的空白頁。

## 作品中的空白頁
- 唐·諾維羅的書《The Lazlo Letters》最後有數張印有「免費紙張！」（FREE PAPER!）的頁面。
- 德米特里·馬丁的書《This Is A Book》的一頁印有「此頁非故意留白。」（This page unintentionally left blank.）
- Reza Amirkhani的書《Man-e-oo》（他的自我）中有一整章的空白頁。[2]
- 艾德里斯·沙阿的書《The Book of the Book》中有10頁在描述之後的內容為何重要，接着則是連續的空白頁。其主要目的是要傳達不應以包裝來判斷其內容的信息。[3]
- Infocom經常在其文字冒險遊戲中加入相關玩笑，如在《Zork I》中翻譯刻在一道木門上的文字時便會得到「所刻的字譯為『此處故意留白』。」

## 另見
- 空白書，故意留空正文書頁的書。
- 版權頁
- 裝幀
- 版面设计
- 自指
- 出版

## 外部連接
- 此頁故意留空（英文） （页面存档备份，存于）